# Hermann Poll
Hermann Poll (Vienna, 1370 – Vienna, 1401) è stato un medico, astrologo e cembalaro austriaco.

## Storia
Nato nel 1370, Hermann Poll studiò medicina a Vienna e, successivamente, a Pavia.

È nel 1397 che appare il primo documento che parla esplicitamente del clavicembalum, di cui gli italiani hanno fatto « clavicembalo » e i francesi « clavecin ». Un gentiluomo di Padova, Lodovico Lambertacci, scrive questa lettera al suo genero e vi progetta Hermann Poll come l'inventore dello strumento – infatti, probabilmente, l'inventore del meccanismo che serve a pizzicare la corda (cioè, il salterello): 
Venne nominato medico-astrologo del conte palatino del Reno Roberto III che divenne, dal 1400 alla sua morte nel 1410, Roberto I.
Compromesso in un complotto ordito per avvelenare il suo principe, fu condannato e morì per il tormento della ruota all'età di 31 anni.
| Controllo di autorità | VIAF (EN) 31937528 · ISNI (EN) 0000 0000 5293 7920 · CERL cnp02086657 · LCCN (EN) nr2003003600 · GND (DE) 1041725906 |